# Sąd w Nowej Rudzie
Sąd w Nowej Rudzie – obecnie Komisariat Policji znajduje się przy ul. Bohaterów Getta 29. Budynek zbudowano z cegły zdobionej piaskowcem na wzniesieniu  Kobenberg w latach 1887-89 w stylu neorenesansu nawiązującego do renesansu niderlandzkiego, podobnie jak pałac przy ul. Piłsudskiego 20. Od początku służył jako miejsce rozpraw sądowych. Funkcję tę zachował do lat 50. XX w. Po utworzeniu w 1954 r. powiatu noworudzkiego został siedzibą Komendy Milicji Obywatelskiej a od początku lat. 90. XX w. komendy i komisariatu Policji. Obok, ogrodzony murem z cegły, znajduje się budynek więzienia - aresztu z dwunastoma celami.